# Biotinidasedeficiëntie
Biotinidasedeficiëntie is een erfelijke stofwisselingsaandoening waarbij het lichaam problemen ondervindt bij de verwerking van biotine (ook wel vitamine H genoemd). Biotine is een wateroplosbare vitamine die van belang is bij het metabolisme van vetten, koolhydraten en eiwitten. Biotinetekort kan leiden tot gedragsstoornissen, coördinatiestoornissen, leerstoornissen en convulsies. Net zoals de meeste stofwisselingsaandoeningen erft de ziekte autosomaal recessief over. De aandoening wordt in België en Nederland opgespoord door middel van de hielprik.

## Epidemiologie
De incidentie gebaseerd op een wereldwijde screening op de aandoening in 1991 is:

1 op 137.401 hebben volledige biotinidasedeficiëntie

1 op 109.921 hebben partiële biotinidasedeficiëntie

1 op 61.067 hebben gecombineerd volledig/partiële biotinidasedeficiëntie

De dragerfrequentie in de populatie is ongeveer 1 op 120.

## Symptomen
De symptomen van een biotinidasedeficiëntie treden meestal op kort na de geboorte, ze kunnen echter ook later optreden. Deze symptomen zijn:
- convulsies (epileptische aanvallen);
- hypotonie;
- ataxie;
- gehoorverlies;
- huiduitslag;
- atrophia nervi optici;
- haaruitval (alopecie).

Onbehandeld kan de aandoening leiden tot coma en overlijden.
Patiënten dienen het gebruik van rauwe eieren te vermijden. Eieren bevatten veel avidine. Deze molecule bindt aan biotine dat hierdoor niet meer gebruikt kan worden elders in het lichaam.

## Genetica

Biotinidasedeficiëntie erft autosomaal recessief over.

Mutaties van het BTD-gen veroorzaken biotinidasedeficiëntie. Biotinidase is het enzym dat gemaakt wordt door het BTD-gen. Verscheidene mutaties zijn geïdentificeerd. Sommige mutaties leiden tot een nonfunctioneel enzym; andere mutaties leiden ertoe dat te weinig biotinidase aangemaakt wordt. Biotine is een vitamine die stevig gebonden is aan eiwitten (de meeste vitamines komen slechts in losse verbinding voor met eiwitten). Zonder biotinidase kan de vitamine niet gescheiden worden van voedingsbestanddelen zodat ze gebruikt kan worden in het lichaam. Een andere functie van biotinidase is het recycleren van biotine uit enzymen die belangrijk zijn voor het metabolisme. Zonder biotine kan het enzym carboxylase geen eiwitten, vetten of koolhydraten verwerken. Wanneer geen biotinidase aanwezig is kunnen aangedane patiënten wel normale carboxylaseactiviteit hebben als ze kleine hoeveelheden biotine innemen.
De aandoening wordt overgeërfd volgens een autosomaal recessief patroon. Dit betekent dat het defect gen gelokaliseerd is op een autosoom. Twee defecte genen (een van elke ouder) moeten overgeërfd worden vooraleer de ziekte zich manifesteert. Wanneer slechts één defect gen overgeërfd wordt, spreekt men over "dragerschap" van de aandoening. De ouders van een kind met een autosomaal recessieve aandoening zijn meestal slechts dragers van de ziekte (en zijn dus niet zelf ziek). Wanneer beide ouders dragers zijn van het defecte gen bestaat er een kans van 25% dat het kind de ziekte heeft, en een 67% kans dat het kind zelf drager is. De locatie van het gen op het chromosoom is 3p25. Het gen heeft 4 exonen van respectievelijk 79bp, 265bp, 150bp en 1502bp lang. Er zijn minstens 21 verscheidene mutaties gevonden die kunnen leiden tot biotinidasedeficiëntie.

## Diagnose
Biotinidasedeficiëntie kan opgespoord worden via genetische screening. In België en Nederland vindt dit meestal plaats gedurende de eerste levensdagen door middel van de hielprik (= Guthrie-test) waarbij een kleine hoeveelheid bloed bekomen wordt. De aandoening kan eveneens gediagnosticeerd worden door middel van sequencing van het BTD-gen.

## Pathofysiologie
De symptomen worden veroorzaakt door het onvermogen van het lichaam biotine te hergebruiken. Dit biotine is noodzakelijk voor celgroei, de productie van vetzuren en het metabolisme van vetten en aminozuren. Onbehandeld kunnen de symptomen aanleiding geven tot coma of overlijden.

## Behandeling
De behandeling bestaat uit het dagelijks innemen van 5-10 mg biotine per os (= oraal). Wanneer al beschadiging opgetreden is kan biotinetoediening de schade niet herstellen. Men dient dan biotine toe om verdere schade te voorkomen. Bij correcte behandeling is een normale levensduur te bereiken.